# Achias testaceus
Achias testaceus är en tvåvingeart som beskrevs av Mcalpine 1994. Achias testaceus ingår i släktet Achias och familjen bredmunsflugor. Inga underarter finns listade i Catalogue of Life.